# La Rouvière (Marseille)
Pour les articles homonymes, voir Rouvière.
La Rouvière est un grand ensemble de 2 200 logements situé au sein du quartier de La Panouse dans le 9e arrondissement de Marseille. Cette copropriété à l'échelle monumentale fait partie du grand paysage de la ville de Marseille.

## Historique
Ce programme de logements conçu par l'architecte Raoul Guyot a été construit dans les années 1960 par la société Les Grands Travaux de l'Est pour le compte des entrepreneurs monégasques Cravero Frères. La copropriété de la Rouvière occupe l'ancien site du domaine de la Bastide de la Rouvière, propriété de la famille Bonnasse jusqu'en 1936. En 1961, Jean Cravero, président du conseil d'administration et directeur général de la Société anonyme immobilière La Rouvière, fait l'acquisition de cette propriété pour le prix principal de 2 145 000 nouveaux francs.
Le chantier des  bâtiments C, D, E, F et G sera achevé en 1966. 2 ans plus tard, la tour A sera réceptionnée. La construction de Super-Rouvière plus tardive sera achevée en 1969 pour les immeubles B7 à B12, en 1974 pour les immeubles B2 à B6 et en 1975 pour le B1. La mise en liquidation judiciaire de la Société Cravero rendra difficile l'achèvement des travaux.
La Rouvière accueillera un grand nombre de rapatriés d'Algérie parmi les 120 000 d'entre-eux qui décident de rester à Marseille après le débarquement en 1962. Le recensement de la population de 1968 met effectivement en évidence une très forte concentration de pieds-noirs qui pouvaient dépasser 50% à la Panouse comme à Sainte-Marguerite ou à la Rose.

## Immeubles
La copropriété de la Rouvière est constituée de 7 bâtiments dont 5 sont des immeubles de grande hauteur : 
- La tour A est le quatrième bâtiment le plus haut de Marseille. Elle comprend 30 étages et son toit se situe à une hauteur de 95 mètres[7]. Réceptionnée en 1968, elle comprend 168 appartements et un centre commercial situé sur les premiers niveaux[8].
- l'immeuble B dit Super Rouvière est le 8ème bâtiment le plus haut de Marseille. Sa construction débute en 1968. Bâti sur un socle de 4 étages de parking, il comprend 20 étages pour une hauteur total d'environ 80 mètres[9] et 12 cages d'escaliers (B1 à B12).
- l'immeuble C est situé au nord de la copropriété fait face, d'une part au parc, et d'autre part à 22 rangées de garages[10]. Elle comprend 18 étages pour une hauteur total estimée à 60 mètres[11] et 7 cages d'escaliers (C1 à C7).
- l'immeuble D située face à la tour A dispose de 21 étages pour une hauteur totale estimée de 61 mètres[12] et 7 cages d'escaliers (D1 à D7).
- l'immeuble E est situé au sud du bâtiment D et séparé par un escalier monumental qui mène au centre commercial et à la tour A. il comprend 20 étages pour une hauteur total d'environ 66 mètres[13] et 9 cages d'escaliers (E1 à E9).
- l'immeuble F est une petite tour de 11 étages située à proximité de la station de bus de Fangas au sud de la copropriété.
- l'immeuble G localisée à droite de l'entrée principale : il fait face à l'école publique de la Rouvière et au terrain de tennis. Il comporte 7 étages dans sa partie basse et 10 étages dans sa partie haute pour un total de 6 cages d'escaliers (G1 à G6).

## Site et situation géographiques

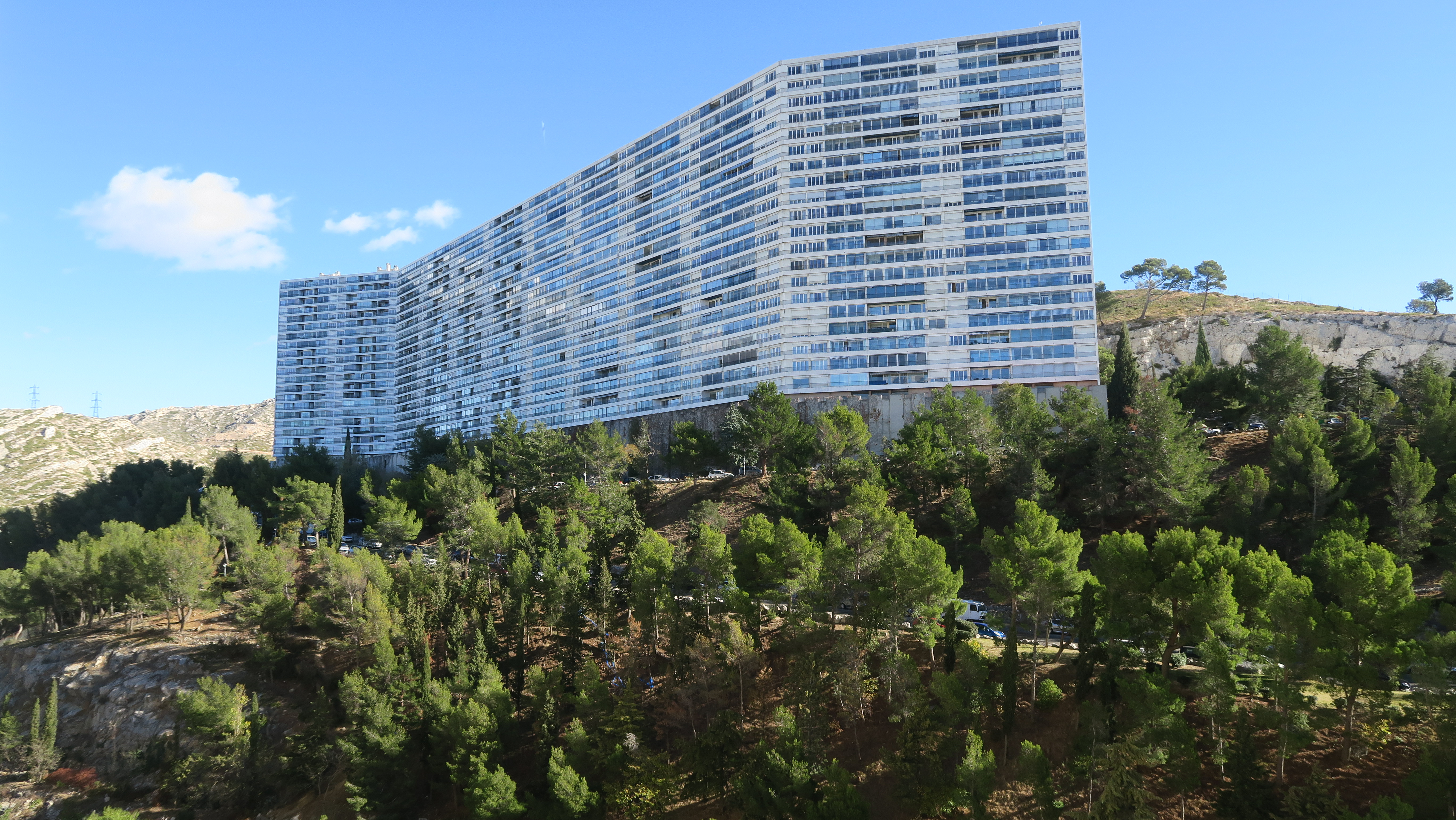
Super Rouvière vue du bâtiment E (Marseille 9ème)

Le site de la Rouvière est tout aussi marqué que son architecture. Au pied du Mont Rouvière (219 m), les immeubles de la copropriété sont disposés dans un lieu plutôt escarpé où l'altitude s'échelonne entre 80 et 160 mètres. Le terrain de la Rouvière qui s'étend sur 29 ha (dont 13 ha urbanisés) est situé à l’est du canal de Marseille et au nord des anciennes carrières du Vallon Redon.
Localisée au sud-sud-est de la commune de Marseille et distante de 8 kilomètres du centre-ville, la copropriété appartient au quartier de La Panouse situé dans le 9e arrondissement. L'accès du quartier se fait par le boulevard du Redon (n°83).
La copropriété est située à cheval sur deux quartiers Iris Insee : la Rouvière et le parc des cèdres - Panouse.

## «Une ville dans la ville»
Selon le journal La Provence en 2015, la Rouvière est plus qu'une très grande résidence en raison du nombre de commerces, d'équipements et de services. En effet, outre le caractère immense de la copropriété étendue sur 30 ha avec ses 5 immeubles IGH A (dont la hauteur est supérieure à 50 mètres) et ses 4 kilomètres de voiries goudronnées, ce quartier ne se limite pas à sa fonction simplement résidentielle.
Depuis son origine, il comprend un centre commercial de taille importante qui est situé au rez de chaussée de la tour A : en 2021, il compte 68 cellules commerciales, dont 62 sont occupées contre 35 à l'inauguration : un supermarché Casino, quatre agences bancaires (Crédit Agricole, Caisse d’Épargne, la BNP Paribas et La Poste), plusieurs  restaurants, un bureau de poste et une diversité de magasins.
Un groupe scolaire municipal est composé d'une école maternelle (149 élèves en 2021) et d'une école primaire (286 élèves en 2021). Plusieurs dizaines de professionnels de santé sont installés dont 8 médecins généralistes. Une association, l'Union Sportive et Culturelle de La Rouvière (USCRM), créée en 1975 au sein de la copropriété, propose de multiples activités artistiques et sportives. Le Tennis Club Rouvière dispose de 5 courts de tennis.
Sur les 30 ha, la moitié est constituée d'espaces verts en talus essentiellement.
En 2012, plus de cinquante personnes étaient chargées de la surveillance, l'entretien et la maintenance de la résidence : 39 concierges, 1 gardien IGH, 4 jardiniers, 4 cantonniers, 2 chauffeurs pour le minibus et plusieurs gardes. En 2021, 7 agents de sécurité incendie de la societé Buckler security assurent la surveillance du site dont une partie H24 7/7.
Depuis 2008, la gestion de la copropriété est assurée par le syndic Citya Paradis immobilier. Une équipe spéciale Citya la Rouvière constituée de cinq agents dispose de bureaux au deuxième étage de la tour A. En 2020, le budget de la copropriété était d'environ 4,6 millions d'euros.
La Rouvière et Super Rouvière constituent une résidence fermée comme l'essentiel des résidences des quartiers de la Panouse et du Cabot où les trois quarts des logements et 45% de la surface bâtie sont situés dans des enclosures. La copropriété est caractérisée par différents dispositifs de fermeture : grillage, gardiennage H24, filtrage des accès dans la nuit, guérite de surveillance et barrières levantes, etc.).

## Démographie et sociologie de la Rouvière
Selon l'Insee, le quartier comptait moins de 4900 habitants en 2017. Les densités de population varient de 20 739 hab/km2 pour l'iris "la Rouvière" à 6667 hab/km2 pour l'iris "Parc des cèdres - Panouse". Les statistiques démographiques mettent en évidence un quartier vieillissant et plutôt favorisé comparé à l'ensemble de la population municipale : les plus de 60 ans sont représentés à hauteur de 30.9% contre 24,2% en moyenne à Marseille. Les retraités y sont de fait surreprésentés (30.4% contre 24.3% à Marseille) ainsi que les cadres et professions intellectuelles supérieures (13.3% contre 9,4% à Marseille).
Différents articles de la Presse nationale (le Monde, Les Echos) ont été consacrés à la Rouvière et aux modes de vie des "rouverains" en suscitant parfois des polémiques. Le journaliste Paul Morga écrira un article en 2014 dans les Echos "La Rouvière, résidence village de Marseille" mettant en évidence l’ambiance villageoise qui règne au sein  de la copropriété du fait de l’intensité des sociabilités à travers ses lieux collectifs ». Il évoque notamment « Les enfants qui ont grandi sur place s'y sont trouvés bien et se sont installés à leur tour dans la copropriété une fois adultes. » La journaliste Sylvia Zappi sera l'auteur d'un article plus polémique dans le journal le Monde du 16 janvier 2016 intitulé "À Marseille, l’entre-soi d’une cité sans immigrés" : à partir notamment de citations de responsables de la copropriété, elle décrit une politique de peuplement d'entre-soi et de rejet des immigrés. Dans un courrier envoyé au quotidien, le syndic de la copropriété dénoncera cet article en déclarant souhaiter rectifier la mauvaise image donnée de la copropriété.
Les cartographies de la sociologie des quartiers de Marseille ci-dessous issus des travaux de France Stratégie et de l'INSEE mettent en évidence plusieurs faits sur la population du quartier iris de la Rouvière :
1° La part des ouvriers et employés parmi les 25-54 ans est de 33% à la Rouvière  contre 39,3% au sein de l'Unité urbaine d'Aix-Marseille. Si la population de la Rouvière peut donc être considérée comme plus aisée, elle est surtout conforme à la sociologie des quartiers sud de Marseille où la majorité d'entre-eux enregistrent des proportions de catégories populaires inférieures à 30%.
2°La part des immigrés parmi les 25-54 ans est de 8% à la Rouvière contre 16,3% au sein de l'Unité urbaine d'Aix-Marseille. L'analyse du poids de l'immigration au sein de la population sur l'ensemble des quartiers met donc évidence une ségrégation socio-ethnique bien réelle mais surtout à l'échelle de la ville entre le Nord et le Sud : en effet, les quartiers sud, auxquels la Rouvière appartient, enregistrent globalement des proportions inférieures à 20% et le plus souvent inférieures à 10%.
Au total, cette série de cartographies marseillaises décrivent la Rouvière, appartenant aux quartiers sud, comme un territoire caractérisé par une sous-représentation de la population défavorisée et une moindre mixité comparée au reste de la ville sans pour autant qu'il constitue un isolat social différent de son environnement immédiat.
|             | la Rouvière | Marseille |
| 0-14 ans    | 16.8%       | 18.4%     |
| 15-29 ans   | 15.5%       | 19.4%     |
| 30-44 ans   | 16.4%       | 19.4%     |
| 45-59 ans   | 20.4%       | 18.7%     |
| 60-74 ans   | 17.0%       | 14.6%     |
| 75 ans et + | 13.9%       | 9.6%      |

|                                           | la Rouvière | Marseille |
| Retraités                                 | 30.4%       | 24.3%     |
| Artisans, commerçants, chefs d'entreprise | 3.0%        | 3.0%      |
| Cadres et Prof. int. sup.                 | 13.3%       | 9.4%      |
| Professions intermédiaires                | 11.6%       | 13.2%     |
| Employés                                  | 15.4%       | 16.5%     |
| Ouvriers                                  | 6.1%        | 8.9%      |
| Autres sans activité prof.                | 14.2%       | 24.7%     |

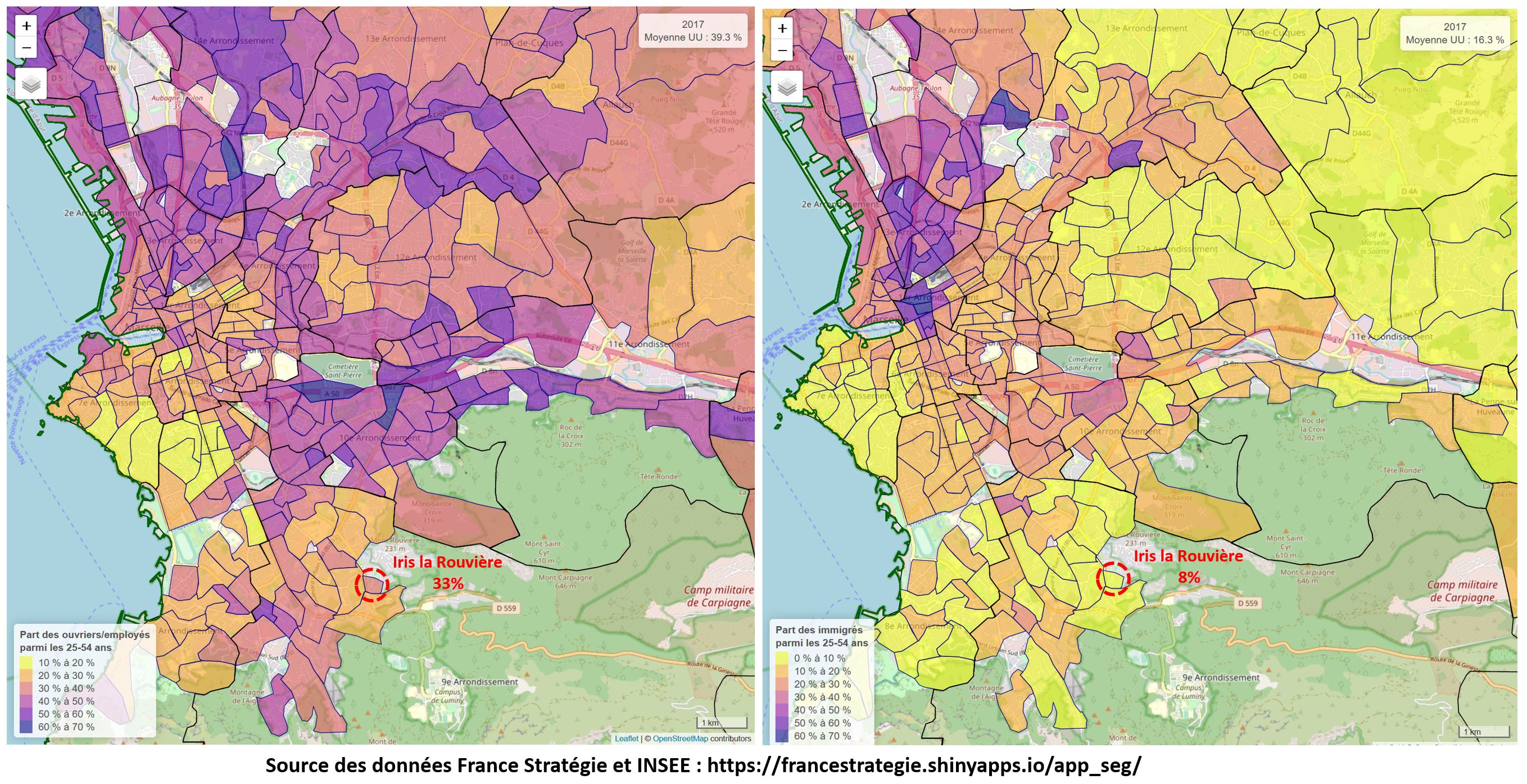
la part des ouvriers-employés et des immigrés dans les quartiers de Marseille (source Insee-France Stratégie)

## Logements: types et modes d'occupation
Les iris de l'Insee qui couvrent la copropriété (La Rouvière et le parc des cèdres- Panouse) regroupent un total de 2610 logements : 90.7% sont des résidences principales, 7.4% sont des logements vacants et 1,8% des résidences secondaires contre respectivement à Marseille 88.8 %, 8.1% et 3,1%. Ainsi, on observe une plus faible part des logements vacants et des résidences secondaires comparé au reste de la ville. Sur les 2366 résidences principales, l'essentiel (82.5 %) sont occupées par leurs propriétaires.

## Galerie

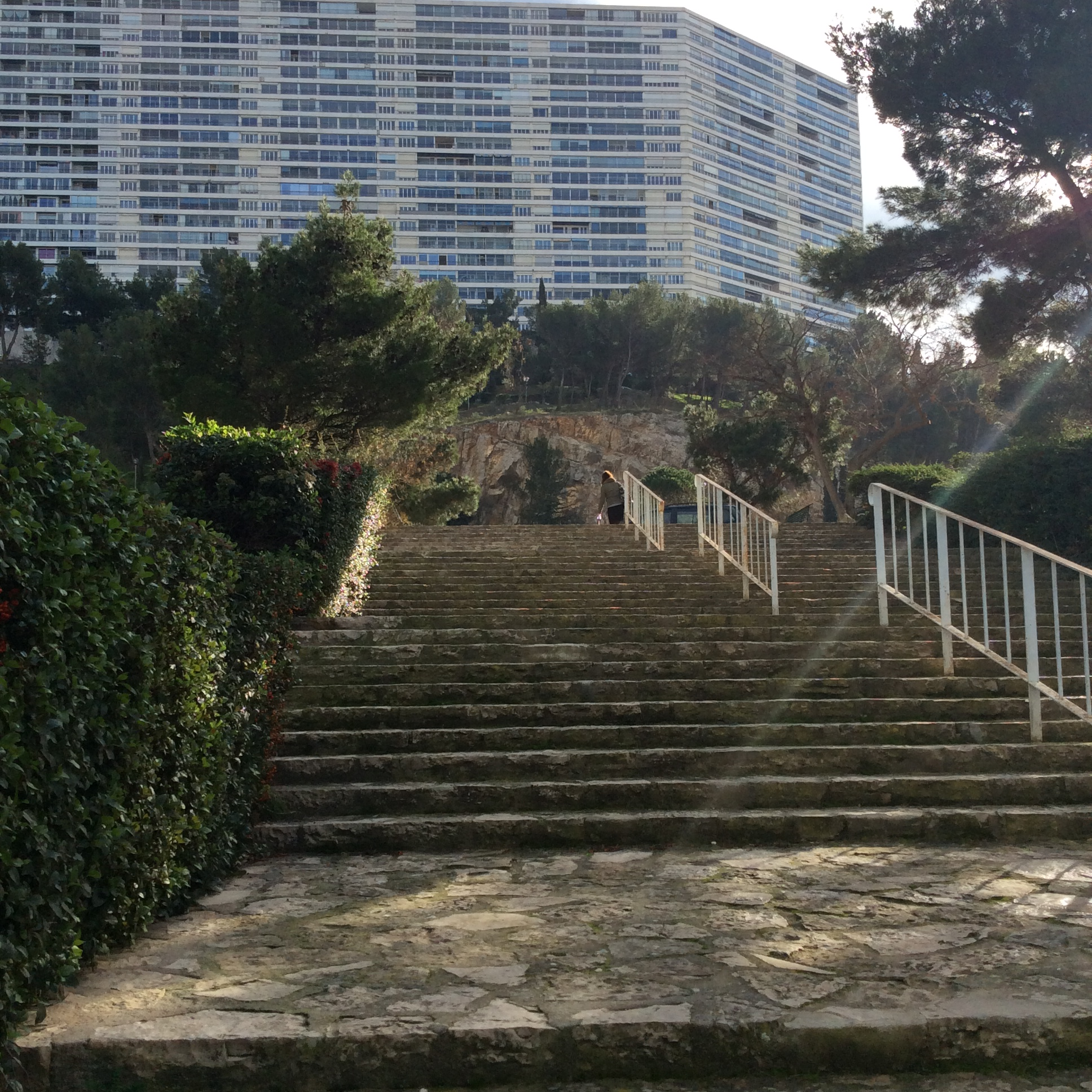
Bâtiment B dit Super Rouvière
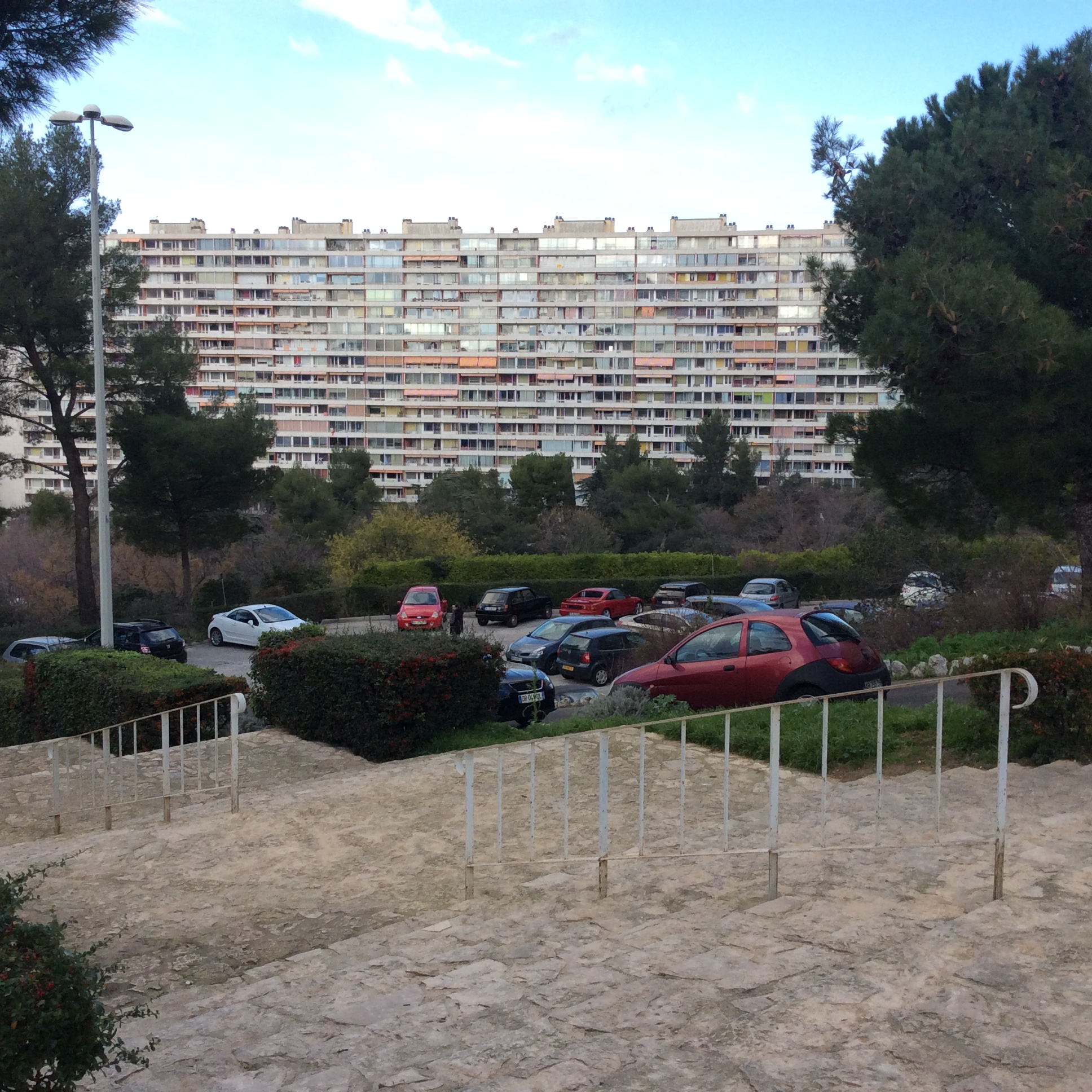
bâtiment C
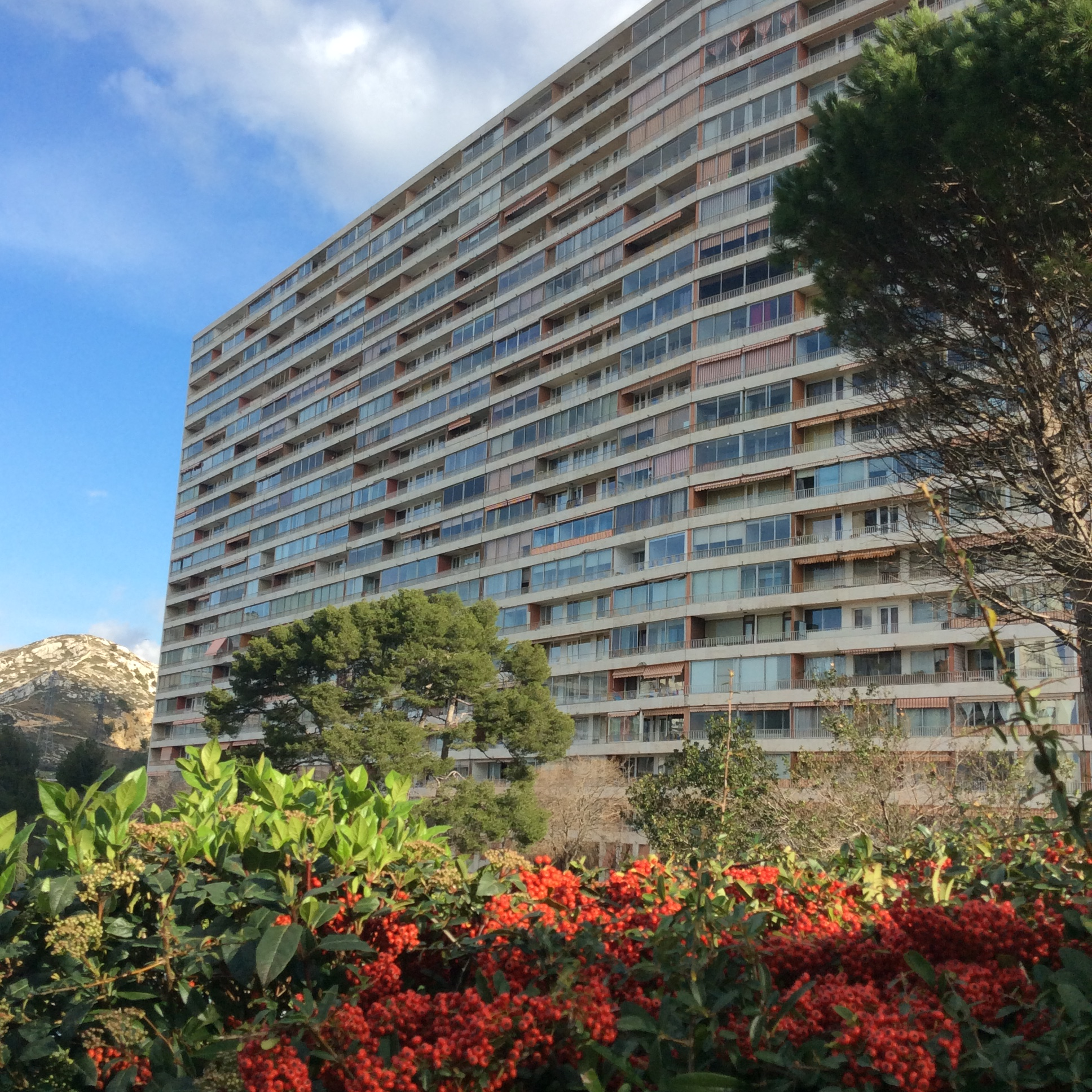
bâtiment D
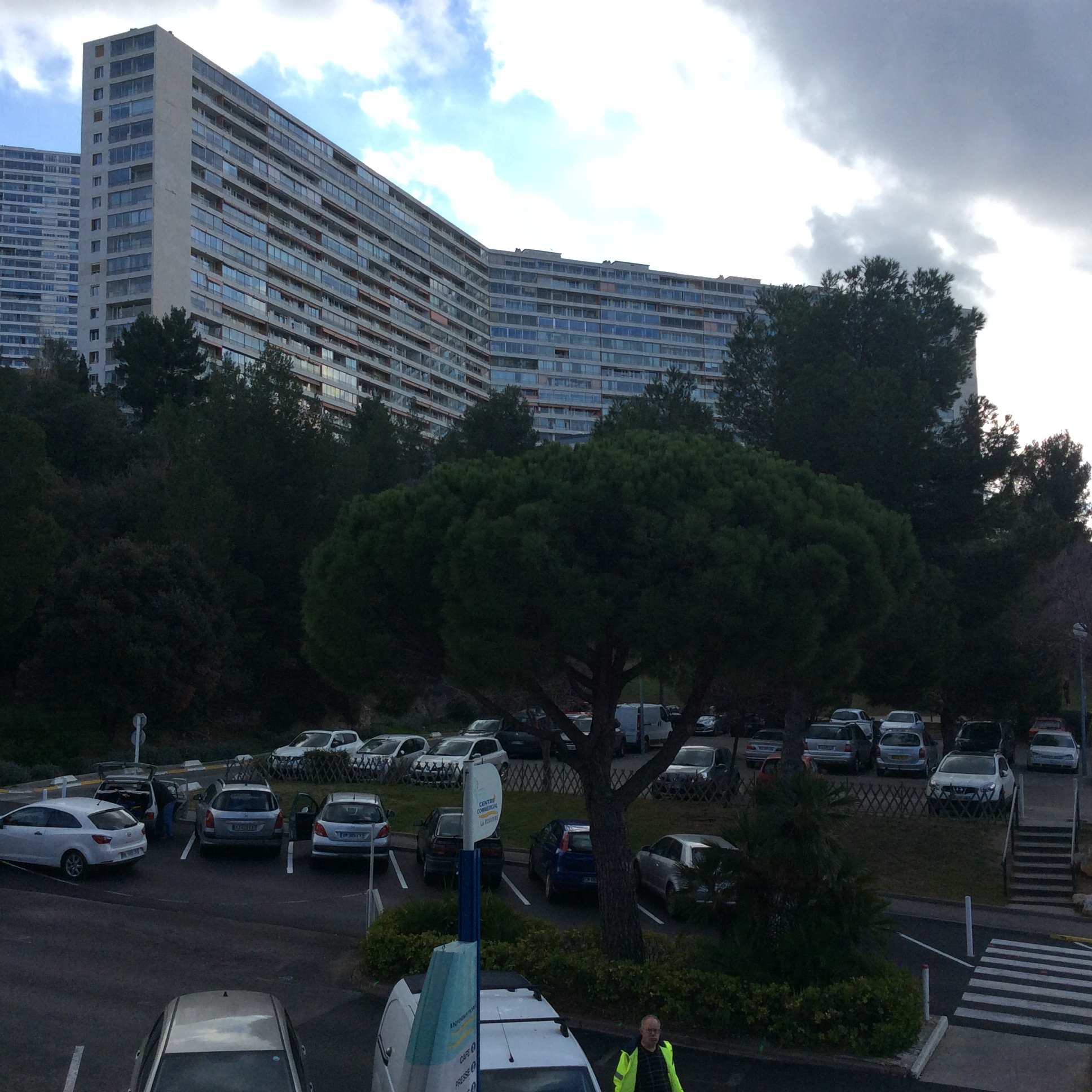
Bâtiment E

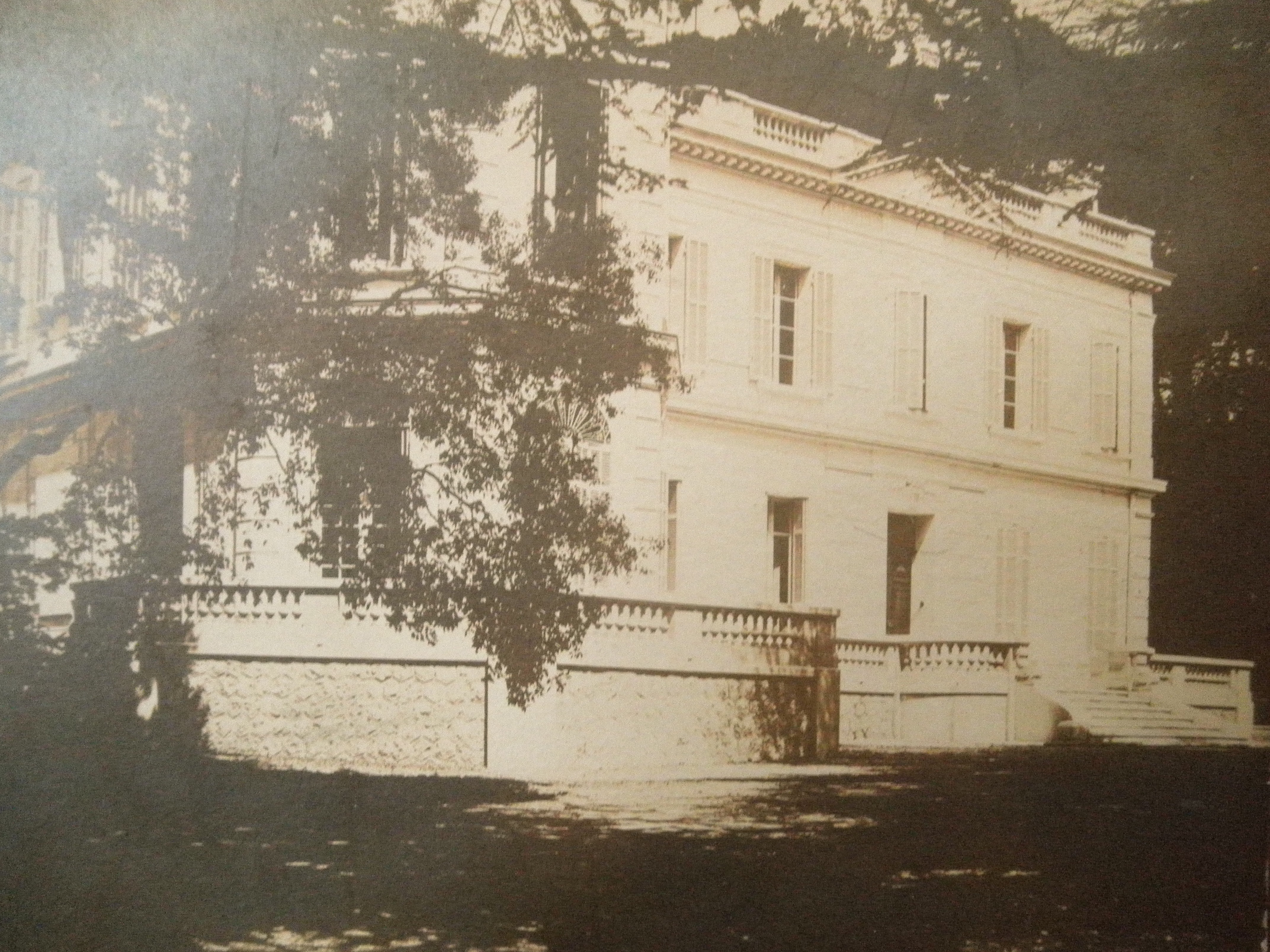
La Bastide de la Rouvière en 1900

## Source d'inspiration pour les artistes
Le caractère monumental de ce grand ensemble qui suscite selon la DRAC PACA "l'étrange impression d'une texture minérale unique entre rocher et construction" a attiré de nombreux artistes (photographes, peintres, cinéastes, etc.). On peut notamment citer :
- les photographes : Naoya Hatakeyama[10] ; Philippe Chancel (exposition Datazones- rencontres de la photographie d'Arles 2019)[27]
- les peintres : Adrian Dura[10] ; Anke Doberauer (exposition Privatopia, La Rouvière 2014[28])
- les cinéastes et autres artistes : Isabelle Czajka[29] ; JuL et son clip " La tête dans les nuages // Clip Officiel // 2017"  (à partir 00.40s)https://www.youtube.com/watch?v=wKa7c6SL1eQ

## Reportages télévisés
- TF1 20h 08 avril 2020 Comment les habitants de la cité de la Rouvière à Marseille vivent-ils le confinement ? : https://www.lci.fr/sante/video-comment-les-habitants-de-la-cite-de-la-rouviere-a-marseille-vivent-ils-le-confinement-2150474.html
- LCI 19 mars 2020 - Cité de la Rouvière à Marseille : 8 000 habitants en confinement : https://www.lci.fr/population/video-cite-de-la-rouviere-a-marseille-8-000-habitants-en-confinement-2148574.html
- LCI 21 mai 2019 - #Le20hLeMag - Loïc, ange-gardien d’une cité à Marseille